# Vätteryds gravfält
Vätteryds gravfält er en gravplads med skibssætninger fra jernalderen. Gravpladsen ligger cirka 30 kilometer sydvest for Hässleholm i Skåne. Cirka 400 bautasten er bevaret på stedet, men der har været flere. Ved den arkæologiske udgravning i 1955-57 er der gjort fund af bl.a. smykker, glasperler og knive.
Få hundrede meter fra gravpladsen er gjort fund af hesteudstyr fra cirka 400 e.Kr.